# Las Vegas Sands
Las Vegas Sands Corp. är ett amerikanskt företag inom gästgiveri och hasardspel. De har verksamheter i Macao (Kina) och Singapore.
År 2022 var Sands världens fjärde största kasinoföretag efter omsättning.

## Historik
Företaget grundades den 29 april 1988 som Las Vegas Sands, Inc. när Sheldon Adelson, Irwin Chafetz, Theodore Cutler, Richard A. Katzeff och Dr. Jordan L. Shapiro, delägarna till Interface Group, köpte kasinot Sands Hotel and Casino för 110 miljoner amerikanska dollar från affärsmannen Kirk Kerkorian och MGM Grand Inc. Året efter invigdes konferensanläggningen Sands Expo and Convention Center som kostade 105 miljoner dollar att bygga. År 2004 blev Sands ett publikt aktiebolag och fick då namnet Las Vegas Sands Corp.
Den 22 februari 2022 sålde Las Vegas Sands princip alla sina större tillgångar i Nevada och USA, det vill säga The Palazzo, Sands Expo and Convention Center, The Venetian Las Vegas, The Venezia samt sin del av MSG Sphere at The Venetian, till Vici Properties för fyra miljarder dollar. Riskkapitalbolaget Apollo Global Management förvärvade facility management-rättigheterna till tillgångarna för 2,25 miljarder dollar.

## Dotterbolag
- Sands China (69,9%)[1]

## Tillgångar

### Nuvarande

#### Hotell/kasinon
Källa: 
|  | Namn                                 | Ort                | Invigd | Antal hotellrum | Spelyta (m2) |
|  | ------------------------------------ | ------------------ | ------ | --------------- | ------------ |
|  | Conrad Macao                         | Cotai, Macao, Kina | 2012   | 659             | —            |
|  | Four Seasons Hotel Macao Cotai Strip | Cotai, Macao, Kina | 2008   | 360             | —            |
|  | Londoner Court                       | Cotai, Macao, Kina | 2021   | 368             | —            |
|  | The Londoner Macao                   | Cotai, Macao, Kina | 2021   | [ a ]           | 37 161       |
|  | The Londoner Macao Hotel             | Cotai, Macao, Kina | 2021   | 594             | —            |
|  | Marina Bay Sands                     | Singapore          | 2010   | 2 600           | 15 050       |
|  | The Parisian Macao                   | Cotai, Macao, Kina | 2015   | 2 541           | 25 270       |
|  | The Plaza Macao                      | Cotai, Macao, Kina | 2008   | [ b ]           | 10 034       |
|  | Sands Macao                          | Sé, Macao, Kina    | 2004   | 289             | 16 351       |
|  | Sheraton Grand Macao Hotel           | Cotai, Macao, Kina | 2012   | 3 968           | —            |
|  | The St. Regis Macao                  | Cotai, Macao, Kina | 2015   | 400             | —            |
|  | The Venetian Macao                   | Cotai, Macao, Kina | 2007   | 2 905           | 46 730       |
|  |                                      |                    |        | 14 684          | 150 596      |

#### Övriga
|  | Namn           | Ort                | Invigd | Typ           |
|  | -------------- | ------------------ | ------ | ------------- |
|  | Cotai Arena    | Cotai, Macao, Kina | 2007   | Inomhusarena. |
|  | Londoner Arena | Cotai, Macao, Kina | 2023   | Inomhusarena. |

### Före detta
|  | Namn                                    | Ort                          | Ägande    |        |
|  | --------------------------------------- | ---------------------------- | --------- | ------ |
|  | Sands Hotel and Casino                  | Paradise, Nevada, USA        | 1989–1996 | [ 10 ] |
|  | The Venetian Convention and Expo Center | Paradise, Nevada, USA        | 1990–2022 | [ 9 ]  |
|  | The Venetian Las Vegas                  | Paradise, Nevada, USA        | 1999–2022 | [ 9 ]  |
|  | The Venezia                             | Paradise, Nevada, USA        | 2003–2022 | [ c ]  |
|  | The Palazzo Las Vegas                   | Paradise, Nevada, USA        | 2007–2022 | [ 9 ]  |
|  | Sands Casino Resort Bethlehem           | Bethlehem, Pennsylvania, USA | 2009–2019 | [ 11 ] |
|  | MSG Sphere at The Venetian (50%)        | Paradise, Nevada, USA        | 2021–2022 | [ 8 ]  |